# Vera Lantratova
Vera Lantratova   (Bakú, 11 de maig de 1947 - 16 d'abril de 2021) fou una jugadora de voleibol àzeri que va competir per la Unió Soviètica durant la dècada de 1960.
El 1968 va prendre part en els Jocs Olímpics de Ciutat de Mèxic, on va guanyar la medalla d'or en la competició de voleibol. En el seu palmarès també hi destaca la victòria al Campionat del Món de voleibol de 1970 i el Campionat d'Europa de voleibol de 1967.